# Калитниківський цвинтар
Кали́тниківський цви́нтар, Кали́тниківське кладови́ще (рос. Калитниковское кладбище) — некрополь на південному сході Москви у Таганському районі Центрального адміністративного округу. Найближча станція метро — «Волгоградський проспект». Поховання здійснюються в родинні та сімейні могили урною. Нових поховань (в землю, колумбарій) немає.

## Історія цвинтаря
Калитниківський цвинтар засновано у 1771 році за межами міста. У 1771 році, після епідемії чуми, всі поховання в межах міста були заборонені, і за Камер-Колезьким валом були засновані нові цвинтарі, з них зараз збереглися Рогозький, Введенський, Ваганьковський та Калитниківський.

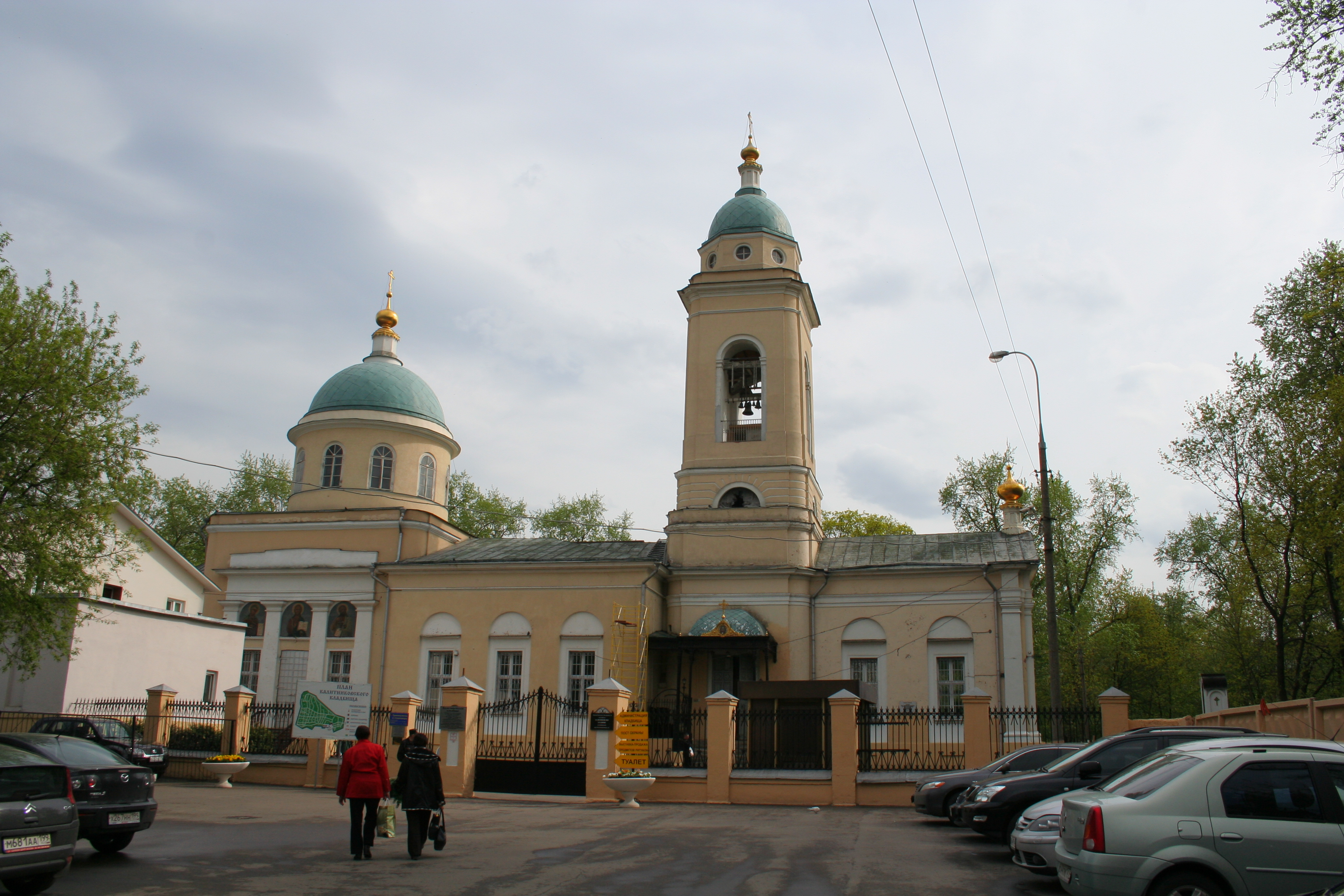

У січні 1773 року на цвинтарі була збудована перша дерев'яна церква, яка згоріла. Нова, з боковим вівтарем Боголюбської Богоматері, була побудована в 1780 році. Ці цвинтарні церкви були дерев'яними. Існуюча кам'яна церква Ікони Божої Матері «Всіх скорботних Радість» була зведена за проектом архітектора Миколи Козловського у 1834-1838 роках, була перебудована в 1881 році архітектором В. І. Верігіним. У 1890-і роки оздоблення інтер'єру церкви (ризниця, іконостас) здійснені архітектором Іваном Барютіним. Огорожа цвинтаря споруджена за проектом архітектора Миколи Маркова.
До 1917 року на цвинтарі ховали в основному торгових людей та селян, а також окремих представників російської інтелігенції.
Назва походить від місцевості Калитники́. Згідно з поширеною легендою, князь Іван Калита заповів Крутицькому подвір'ю. Проте, в духівницях князя місцевості з такою назвою не зустрічається. Вперше ця назва зустрічається на плані 1688 року, де показана річка Калитенка, вона ж — Калитниківський струмок. Форма назви дозволяє припускати, що вона пішла від слова «калитники» — майстри, які робили шкіряні торбинки та калити (гаманці).
Нині цвинтар розділений на дві частини яром, складається з 30 ділянок і має площу 16,2 га.

## Відомі особи, поховані на Калитниківському цвинтарі
- Горська Наталя Олександрівна — радянський та російський історик, доктор історичних наук (1978).
- Закорко Микола Тихонович — радянський діяч, залізничник, генерал-директор руху 2-го рангу, Герой Соціалістичної Праці. Начальник Сталінської залізниці та Південно-Східної залізниці.
- Кошель Степан Миколайович — майор радянської армії, Герой Радянського Союзу (1944 р.).
- Любешкін Петро Володимирович — російський радянський актор.
- Мар'єнко Віктор Семенович — радянський футболіст, тренер. Майстер спорту СРСР (1959). Заслужений тренер РРФСР (1963).
- Мілес Золтан Золтанович — радянський футболіст, воротар. Майстер спорту СРСР.
- Федоров Володимир Дмитрович — учасник німецько-радянської війни, Герой Радянського Союзу (1945).
- Рачов Євген Михайлович -радянський художник

## Графік роботи
Цвинтар відкритий щодня:
- Влітку — з травня по вересень — з 9:00 до 19:00 години,
- Взимку — з жовтня по квітень — з 9:00 до 17:00 години.

Поховання можуть бути зроблені щодня з 9 до 19 години.